# Kampanje
Die Kampanje (engl. companion), auch Kampanjedeck, in der Literatur auch Hüttendeck genannt, war eines der Decks auf größeren Segelschiffen und bezeichnete einen Aufbau auf dem hinteren Schiffsoberdeck.

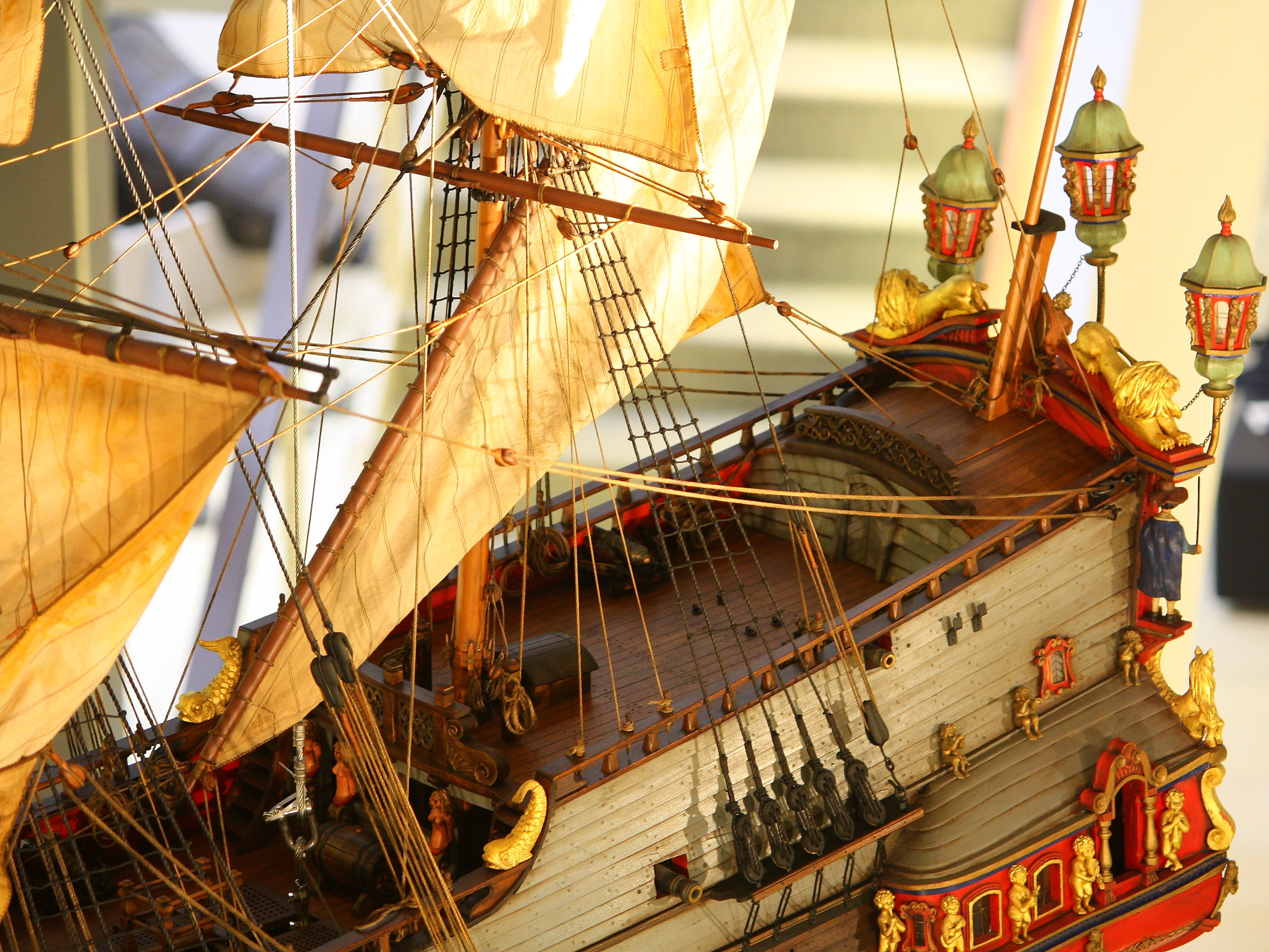
Die Kampanje (Bildmitte) einer Galeone (Schiffsmodell), darüber das Poopdeck

## Wortherkunft
Das niederländische Wort Kampanje, das als Lehnwort in die deutsche Seemannssprache übernommen wurde, leitet sich vom altfranzösischen Wort compagnie (= Genossenschaft) ab und ist mit der deutschen „Kompanie“ (Infanterieeinheit bzw. früher Handelsgesellschaft) verwandt. Es war eine Kajüte für die feine oder höhere Gesellschaft an Bord.

## Definition
In der einschlägigen Literatur wird die Kampanje in der Regel als das Deck über der Hütte definiert, manchmal sogar als Hütte selbst bezeichnet.
Sie war in früheren Zeiten auf Linienschiffen und großen Fregatten aufgebaut.
Die Kampanje diente hauptsächlich zu astronomischen Beobachtungen und war in ihrer Beschaffenheit durch recht dünne Decksbalken und Planken charakterisiert. Eingegrenzt wurde sie durch den Kampanjebogen (= einem Geländer), an dessen äußeren Enden kleine Treppen auf das Quarterdeck oder die Schanze führten. Auf einigen Schiffen wurde das Kampanjedeck mit Kanonen leichteren Kalibers bestückt. Da hierdurch aber der Schwerpunkt des Schiffes nach oben wanderte und somit die Rollbewegungen des gesamten Schiffes im Wasser begünstigt wurden, konnte hierdurch kein echter Zuwachs an Feuerkraft erlangt werden, da auf einem stark rollenden Schiff nicht nur die Treffergenauigkeit, sondern generell auch die Seetüchtigkeit litt. Somit ging man schließlich dazu über, statt Kanonen an entsprechender Stelle Seesoldaten mit Musketen zu platzieren, um Feinde zu bekämpfen.

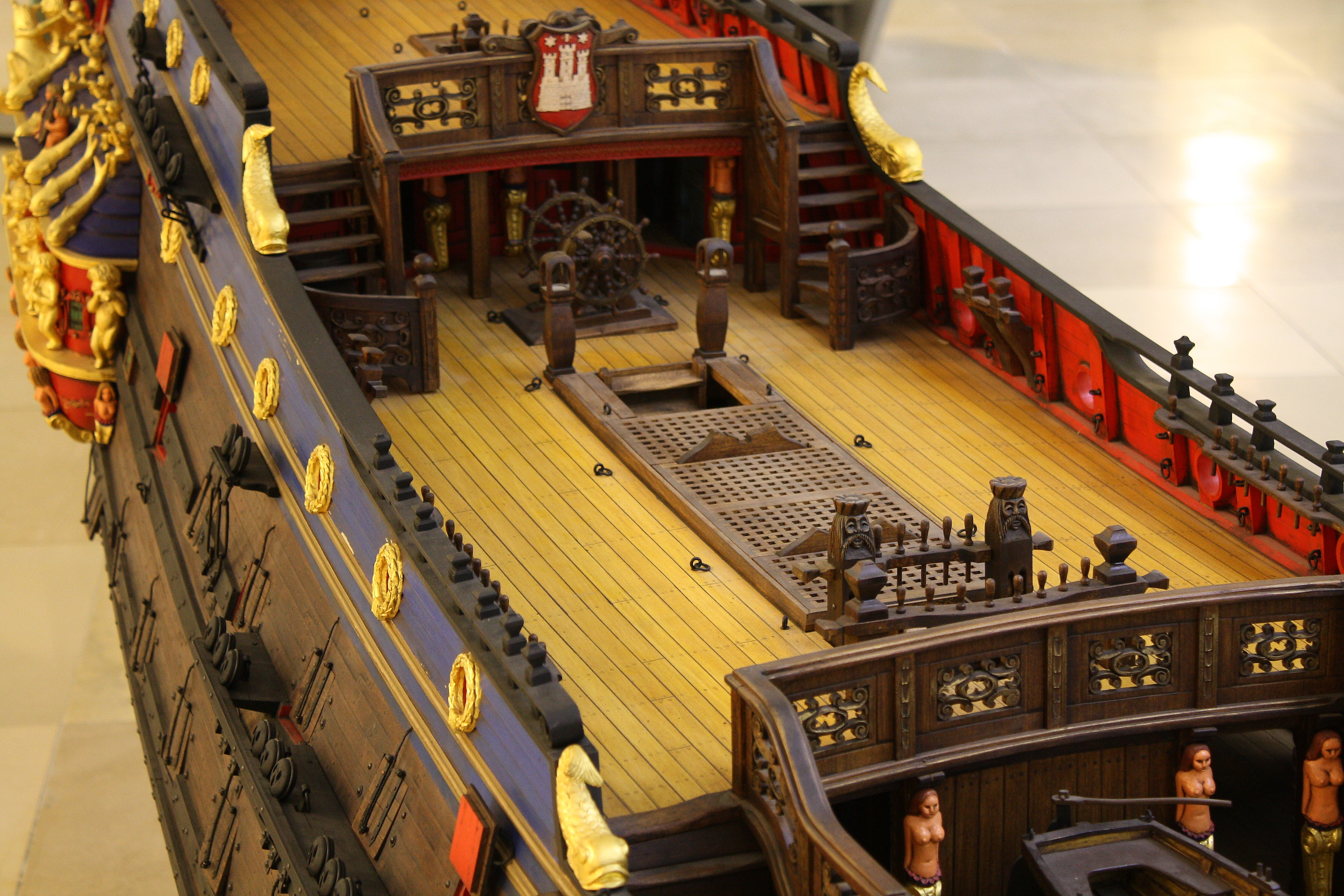
Die Kampanje (hinten) überdacht das Steuerrad des Schiffes und ist zudem ein wettergeschützter Zugang zu den Offiziersquartieren und der Kapitänskajüte

Die Länge der Kampanje wurde meistens durch den Standort des Besanmastes begrenzt. So reichte sie auf einem 70 Kanonenschiff bis auf ungefähr 18 Zoll vor den Besanmast heran und erstreckte sich in der Gegenrichtung bis zum Halbbord. Charakteristisch für die Kampanje war zudem, dass sie nach achtern immer ein wenig in die Höhe stieg.
Unter der Kampanje lag im Regelfall die Hütte (=Wohnquartier) des Kapitäns. Vor der Hütte an beiden Borden lagen die Quartiere der Schiffsoffiziere. Die Kampanje bildete eine Überdachung zwischen Kapitäns- und Schiffsoffizierskabinen und bot somit auch einen (Wetter-)Schutz, wenn man den Quartiersbereich verließ. Unter dieser Überdachung befand sich zudem häufig das Steuerrad des Schiffes. Auf (zit.) „allergrößten Schiffen“ konnte sich hinten über der Kampanje noch ein Aufsatz befinden, der als Oberhütte bezeichnet wurde.